# 1850 en Lorraine
Chronologie de la Lorraine
- 1846
- 1847
- 1848
- 1849
- 1850
- 1851
- 1852
- 1853
- 1854

Cette page est une liste d'événements qui se sont produits durant l'année 1850 en Lorraine.

## Éléments contextuels

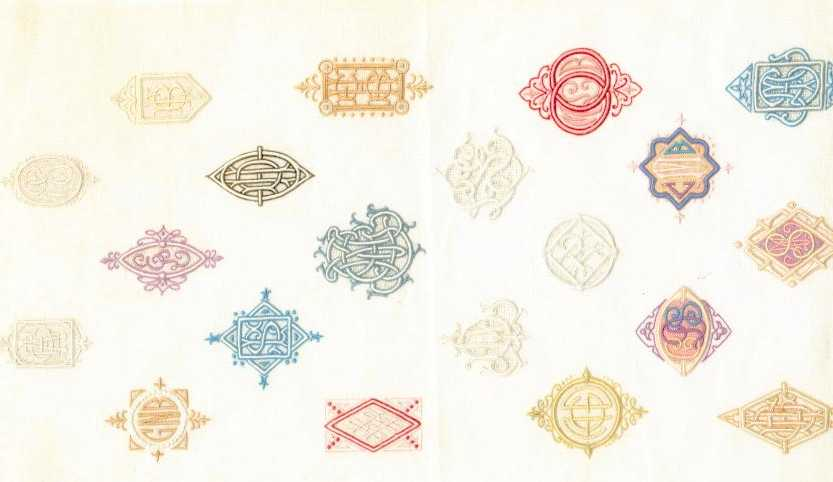
Broderie de Fontenoy : cadre d'échantillon, imprimé par le brodeur pour tester une nouvelle brodeuse et aussi pour apprendre les différents styles de monogrammes.

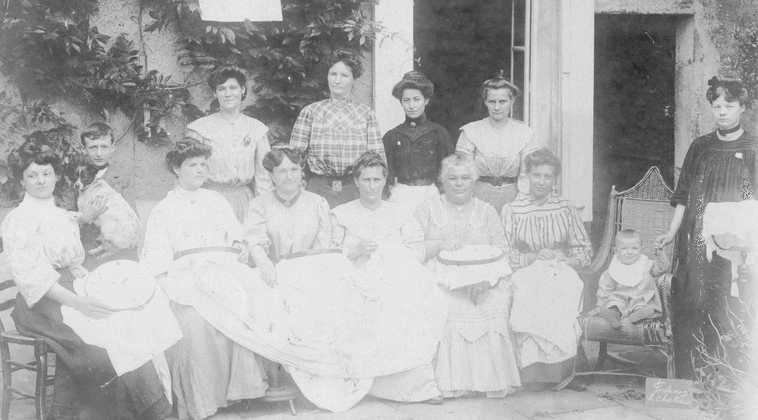
Groupe de brodeuses à Fontenoy-le-Chateau.

- Fontenoy-le-Château fut à partir de 1850 un haut lieu de la broderie dite broderie blanche. Cette broderie synonyme de luxe était exportée dans les cours royales du monde entier.
- Une pétition lancée par Prosper Guerrier de Dumast et signée par 42 communes est repoussée par le gouvernement. Elle portait la demande de création d'une faculté de Droit à Nancy[1].

## Événements

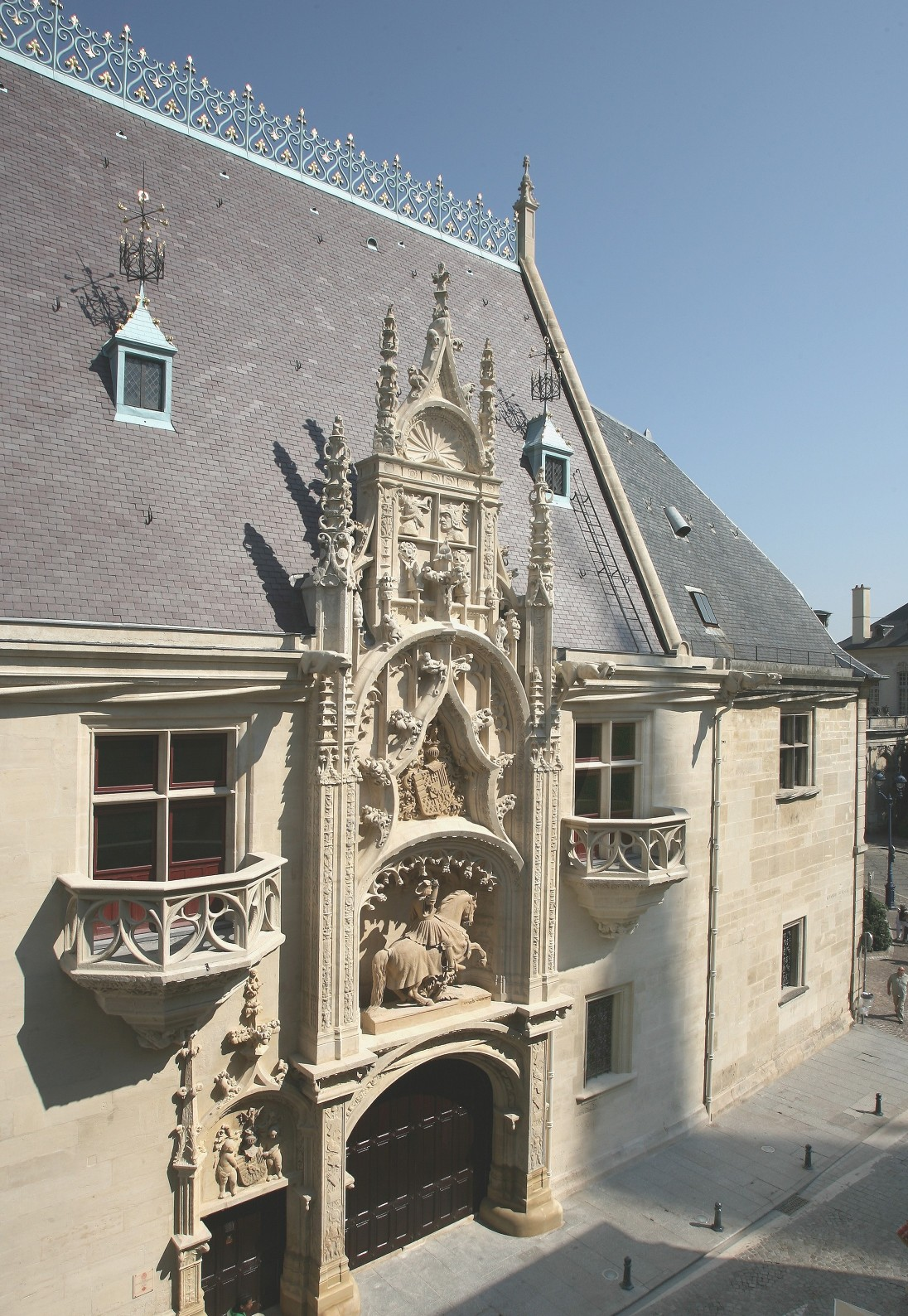
Musée lorrain au palais ducal de Nancy.

- Prosper Morey est nommé architecte en chef de la ville de Nancy et architecte des monuments historiques de la Meurthe. Auteur de plusieurs publications sur l'histoire de l'architecture en Lorraine, il devient membre de l'Académie de Stanislas[2] dès 1850 puis correspondant de l'Académie des beaux-arts en 1869.
- Louis-Napoléon Bonaparte visite Metz et Nancy à l'été 1850 pour renforcer sa popularité[1]. Lors de la réception à la préfecture, les soldats crient sur son passage « Vive la République ! Rien que la République ! »[3].
- Construction à Schiltigheim de la maison d'Adolphe Fruhinsholz (1845-1938)[4]. De cette construction, des éléments auraient été utilisés pour la construction en 1912 de la Maison alsacienne Fruhinsholz à Nancy, notamment des pans de bois[5].

- 10 juillet : la première ligne de chemin de fer est ouverte au trafic commercial en Lorraine entre Metz et Nancy[1],[6],[7].
- 6 août : une tornade de classe EF2, soit des vents entre 175 et 220 km/h, fait des dégâts significatifs à Stainville dans la Meuse[8].
- 10 septembre : inauguration du Musée lorrain, dans sa première configuration[9]. Il est fondé par la Société d'archéologie lorraine[1]

### Presse écrite
- 23 février : dernier numéro du tri-hebdomadaire de Metz : Le Républicain de la Moselle - politique, économie sociale, littérature, agriculture, industrie, commerce[10].
- 26 février : premier numéro du tri-hebdomadaire Le Républicain démocrate de la Moselle qui remplace Le Républicain de la Moselle. Le dernier numéro sortira en juin de la même année.
- 27 octobre : premier numéro de L'Écho de la Seille - journal judiciaire et administratif d'affiches, annonces et avis divers, de l'arrondissement de Château-Salins (Meurthe)

## Naissances
- 25 février à Thionville : Alfred Canton, officier français, général de brigade.
- 16 juin à Nancy : Aimé Nicolas Morot, mort le 12 août 1913 à Dinard, peintre et sculpteur français.
- 28 juillet à Epinal : Paul Lobstein, mort le 13 avril 1922 à Strasbourg, théologien et dogmaticien français, professeur et doyen de la faculté de théologie protestante de Strasbourg. Il est l'auteur de nombreux ouvrages dont un essai théologique de référence, Essai d'une introduction à la dogmatique protestante.

Auteur prolifique (près de 500 titres), il est le principal représentant de l'école ritschilienne en langue française. À l'instar de son maître Edouard Reuss, il a voulu être un trait d'union entre la théologie allemande et la théologie française.
Après 1871, tout comme en 1918, il eut à cœur de garder la vraie tradition alsacienne au cœur de la faculté de théologie sans la laisser se modifier sous le régime allemand.
- 6 septembre à Faulquemont : Gabrielle Tholer , née Gabrielle Marie Françoise Tholer[11], décédée le 14 décembre 1894 à Paris 9e[12], actrice française.
- 8 septembre à Mirecourt : Joseph-Alfred Lamy[13], archetier français (fabricant d'archets) du début du XXe siècle.
- 3 novembre à Varennes-en-Argonne : Émile Aimond, homme politique français, décédé le 28 avril 1917 à Paris.

## Décès
- 1 janvier à Metz : Jean-François Génot, né à Metz en Moselle, le 17 mai 1783[14], député français de la première moitié du XIXe siècle.
- 24 février à Laneville (Meuse) : Anne Pierre Nicolas de Lapisse, de Joinville né le 23 mars 1773, à Rocroy (Ardennes), militaire français.
- 4 juin : Joseph Gabriel Lapointe, né le 17 décembre 1767 à Rémilly (Moselle), militaire français de la Révolution et de l’Empire.
- 13 septembre à Nancy : Étienne Hulot, baron de Mazerny, né le 15 février 1774 à Mazerny (Ardennes), général français de la Révolution et de l’Empire.
- 19 septembre à Nancy : Louis-François de Villeneuve-Bargemont[15], marquis de Trans, né le 8 août 1784 au château de Saint-Auban , historien et archéologue français.
- 2 octobre au château de Pange : Jacques Thomas de Pange, marquis de Pange, né le 29 août 1770 à Paris, général et homme politique français de la Révolution et de l’Empire.
- 2 novembre à Montmédy : Christophe Henrion, né le 4 novembre 1772 à Villécloye dans la Meuse, général français de la Révolution et de l’Empire.